# Castellfollit de la Roca
Castellfollit de la Roca este o localitate spaniolă în comunitatea Garrotxa din provincia Girona. În 2006 avea o populație de 993 locuitori.